# Matlhakola
Matlhakola – wieś w Botswanie w dystrykcie Central. Według spisu ludności z 2011 roku wieś liczyła 996 mieszkańców.